# Muling He
Der Muling He (chinesisch 穆稜河 / 穆棱河, Pinyin Mùlíng Hé; russisch Мулинхэ) ist ein linker Nebenfluss des Ussuri im Nordosten der Volksrepublik China.
Der Muling He hat seine Quelle an der Grenze der beiden chinesischen Provinzen Jilin und Heilongjiang. Er fließt überwiegend in nördlicher Richtung.
Später wendet er sich nach Osten und verläuft nördlich des Chankasees. Schließlich mündet er an der russisch-chinesischen Grenze in den Ussuri. Die Großstädte Muling, Lishu, Jiguan, Jixi und Hulin liegen am Flusslauf des Muling He.
Seine Länge beträgt 577 km, das Einzugsgebiet umfasst 18.500 km².
Das Gebiet des Muling He war Schauplatz des chinesisch-sowjetischen Grenzkonflikts im Jahre 1929, als es zu Gefechten zwischen der Roten und der Kwantung-Armee kam.